# Ère Köprülü

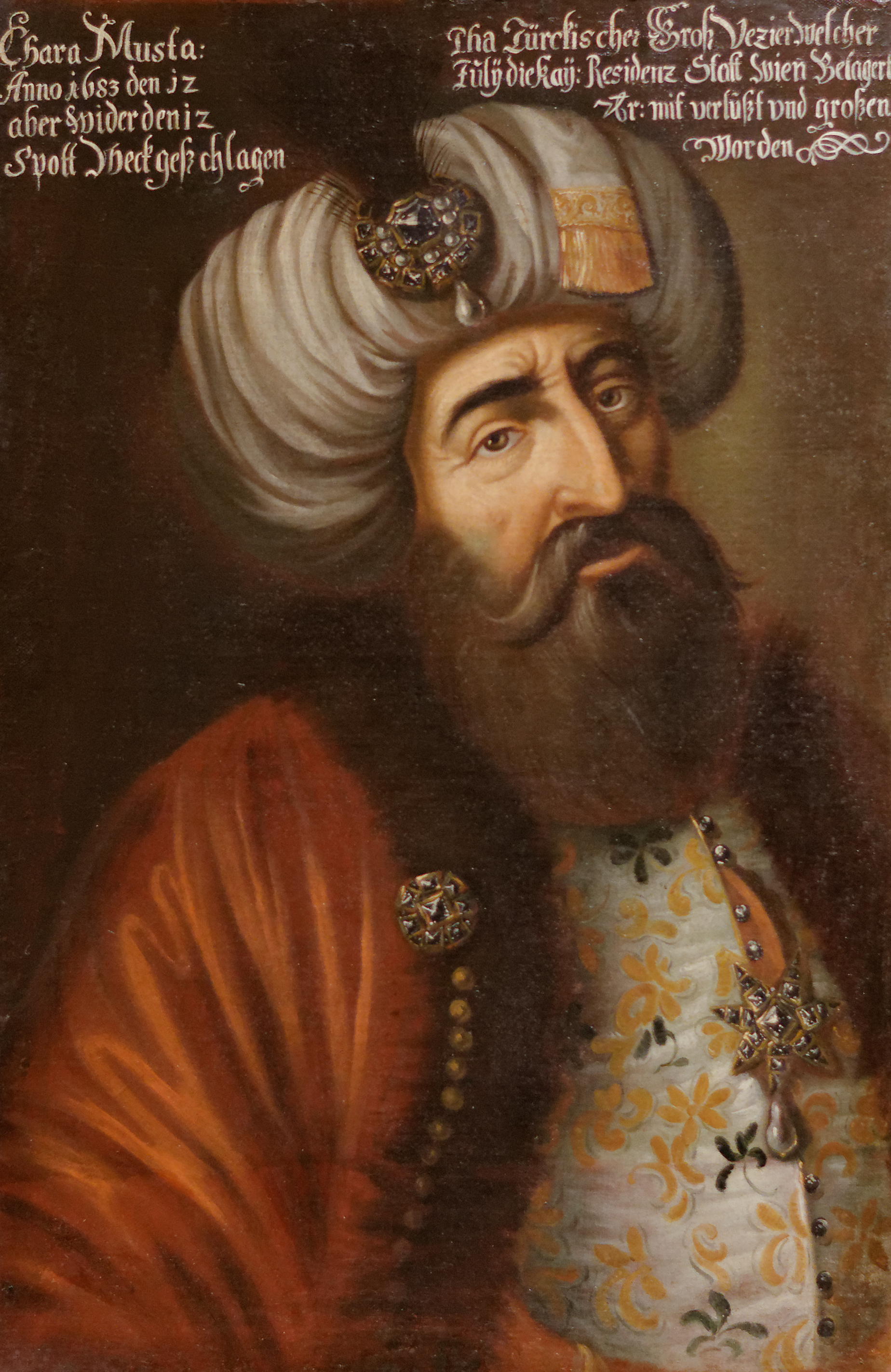
Kara Mustafa, Grand Vizir de l'Empire ottoman de 1676 à 1683.

L'ère Köprülü (en turc : Köprülüler Devri) est une période où la vie politique de l'Empire ottoman a été dominée par des grands vizirs issus en majorité de la famille Köprülü, une famille de notables et de bureaucrates d'origine albanaise.
Combinant l'ambition et le talent, ces hauts dignitaires ont réformé l'État sur le plan institutionnel et militaire.
En tête des hommes les plus significatifs de cette période, le grand vizir Mehmet Köprülü et son fils, décrit comme plus modéré, Fazıl Ahmet Köprülü.
Sous leur direction, l'État, alors en déclin, a commencé à se réaffirmer avec énergie.
Malgré des conflits internes, entre la bureaucratie et l'armée notamment, l'Empire a continué à étendre ses frontières, avec le gain de la Crète, de la Hongrie et de la Podolie.
Cependant, l'échec des forces ottomanes du grand vizir Kara Mustafa lors du siège de Vienne (1683), face aux armées alliées de l'archiduché d'Autriche et de la Pologne, a redéfini l'équilibre diplomatique dans la région au profit des nations européennes.
Au terme de la grande guerre turque, le traité de Karlowitz de 1699 contraint l'Empire à céder la Hongrie, la Transylvanie, la Podolie et la Morée à l'Autriche, à la Pologne et à Venise.
Le sultan y a également reconnu, pour la première fois dans la diplomatie ottomane, qu'un État européen soit traité comme égal de l'Empire.
Le dernier haut dignitaire de la famille Köprülü a été déchu du pouvoir quand le sultan Moustafa II a été forcé d'abdiquer par des janissaires rebelles.
Durant le règne du sultan suivant, Ahmed III, le contrôle effectif du gouvernement passe aux mains des chefs militaires ; ce sera l'ère des tulipes.

## Sources
- (en) Cet article est partiellement ou en totalité issu de l’article de Wikipédia en anglais intitulé « Köprülü era » (voir la liste des auteurs).